# アウグスト・ベーベル

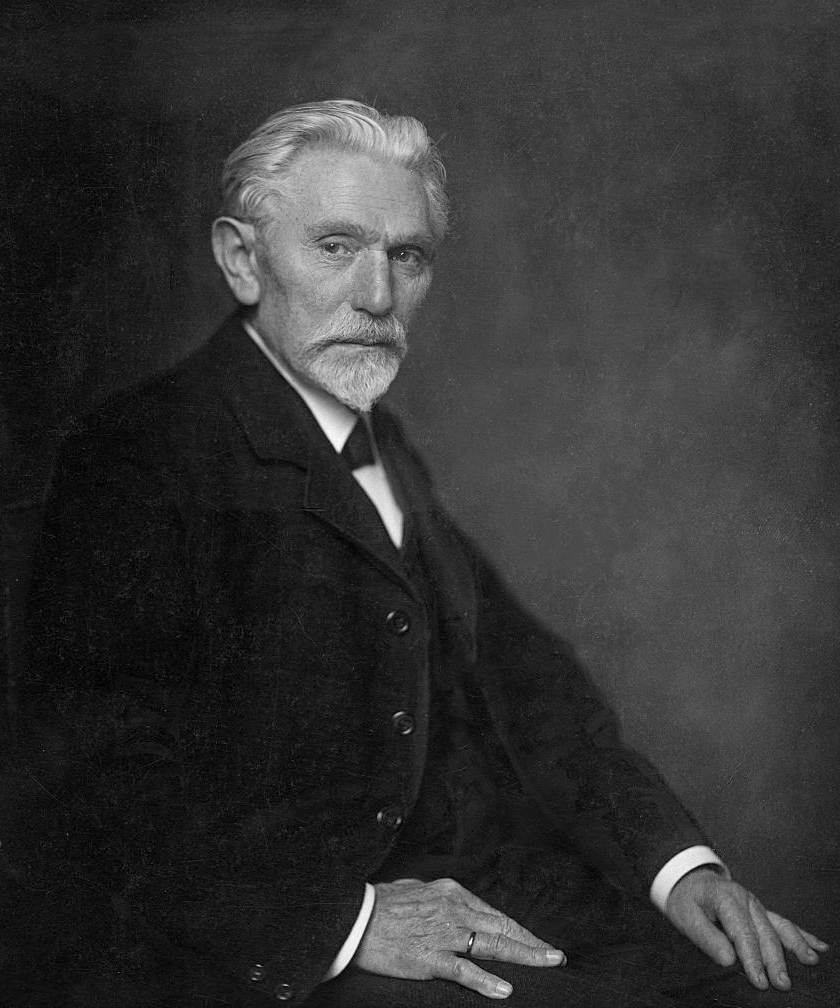
アウグスト・ベーベル（1910年）

アウグスト・ベーベル（August Bebel, 1840年2月22日 - 1913年8月13日）はドイツの社会主義者。ドイツ社会民主党（SPD）の創設者の一人。

## 生涯
ケルン近郊のドイツ（Deutz）で陸軍の下士官の息子として生まれる。6歳の時に父を、13歳の時に母を失い、伯母の家に引き取られ、1853年から旋盤工となる修行のため徒弟奉公に入る。1858年にシュパイアーに職場を見つけ、さらにフライブルクに移り、そこでカトリック職人組合（Katholische Gesellenverein）に加入。1860年までザルツブルクで過ごし、3月に母の故郷（Wetzlar）に戻る。1860年5月にライプツィヒに移り、その翌年に職人教化組合（Gewerblichen Bildungsverein）に加入し、旋盤工として働きながら組合内での活動により知られるようになる。
1863年6月にフランクフルトで開催された労働組合会議にライプツィヒ労働者教育協会の代表として出席する。使用者と非使用者との協調が可能であると信じていた当時のベーベルは、労働者は政治上独立の態度をとるべきであると主張するフェルディナント・ラッサールに反対していた。ラッサール死後の1864年10月にライプツィヒで開かれた第2回労働組合会議でベーベルは議長となり、労働組合会議の常任委員に選出された。1865年ライプツィヒで行われた多くのストライキで調停を試みるが、この際、有名な自由主義者たちが日頃の言動を裏切り労働者の要求に反対を示していることを発見した。1865年9月シュツットガルトでの第3回労働組合会議の決議ではベーベルの所属する労働者教化組合とラッサール派の全ドイツ労働者同盟は実際の政策上の諸問題について同一の立場であることが確認され、1866年までに両組合員は普通選挙権の獲得のために協力すべきことが確定された。
1865年7月にヴィルヘルム・リープクネヒトがプロイセンから追放されライプツィヒに来たことがきっかけで互いに親友となり、リープクネヒトに感化されてベーベルはマルクス主義者となり、翌年には設立されたばかりの第一インターナショナルに加入する。
やがてリープクネヒトと共に1866年にザクセン人民党を創設し、翌年には北ドイツ連邦議会議員選挙に出馬し当選、1868年にアイゼナハでドイツ社会民主党を創立、1871年からはドイツ帝国の国会議員となった。1870年、普仏戦争の最中に軍事公債の発行に反対したため、大逆罪・不敬罪によりリープクネヒトとともに逮捕、禁固刑に処される。
1875年、全ドイツ労働者協会（ADAV、ラサール派)と社会民主労働者党（SDAP、アイゼナハ派）がゴータ大会で合同し、ドイツ社会主義労働者党（SAPD）が成立した。1890年、ハレの党大会でドイツ社会民主党に改名。1891年、フリードリヒ・エンゲルス、カール・カウツキーらとともにエルフルト綱領の確立に尽力。1890年代末、党内で修正主義論争が起こるが、1903年のドレスデン党大会で、ベーベル、カール・カウツキーらのいわゆるマルクス主義中間派が主導権を確立。 
1893年から死に至るまでドイツ社会民主党（SPD）の党幹部会議長を務め、帝国議会の議員も務めた。また、第二インターナショナルにおいても指導的役割を果たした。
1913年8月13日、スイスの保養地で滞在中に死去。チューリッヒで埋葬された。